# Голт (град, Калифорния)
Голт (на английски: Galt) е град в окръг Сакраменто, щата Калифорния, САЩ. Голт е с население от 26 172 жители (по приблизителна оценка от 2017 г.) и обща площ от 15,2 km². Намира се на 16 m надморска височина. ЗИП кодовете му са 95632, а телефонният му код е 209.